# Maria Schockel-Rostowskaja
Maria Schockel-Rostowskaja (geb. Rostowskaja; * 1914 in Druschkowa; † nach 1974) war eine aus der Ukraine stammende Bildhauerin in der DDR.

## Leben und Werk
Schon als Kind beschäftigte sich Maria Rostowskaja, angeregt von ihrer Großmutter, mit Malen und Formen. Als Kunstprofessoren aus Kiew in Marias Wohnort kamen, um junge Menschen für einen Kunstzirkel zu gewinnen, entschied sich ihre berufliche Zukunft. Sie arbeitete in dem Zirkel mit und studierte dann in Kiew und Moskau Bildhauerei. Ihre Lehrer waren vor allem Eleonora Abramowna Bloch und Leonid Wladimirowitsch Sherwood, beide Schüler Auguste Rodins. Maria Rostowskaja lernte bei ihnen im Rodinschen Sinn Sehen, Malen und Modellieren.
Nachdem Deutschland die Sowjetunion überfallen hatte, musste sie das Studium kurz vor dem Abschluss abbrechen. Als deutsche Truppen Druschkowa besetzt hatten, sollte sie mit ihren Geschwistern zur Zwangsarbeit nach Deutschland deportiert werden. Sie konnten den Transport jedoch unter heute unbekannten Umständen mit Hilfe eines Deutschen, den Maria Rostowskaja später als Antifaschisten bezeichnete und den sie dann heiratete, verlassen. Gemeinsam gelangten sie über tschechisches Gebiet bei Kriegsende nach Deutschland.
1947 gingen sie zurück in die Sowjetunion, wo sie als Bildhauerin Arbeiten auf Großbaustellen schuf. 1956 zog sie mit ihrem Mann endgültig in die DDR nach Berlin, wo sie in Buch als freischaffende Bildhauerin arbeitete und ein kleines Atelier hatte. 1959 wurde sie in Buch Mitglied der Landwirtschaftlichen Produktionsgenossenschaft Frohe Zukunft. In Buch leitete sie ab etwa 1964 neben ihrer künstlerischen Arbeit einen künstlerischen Zirkel, dem auch Mitarbeiter der Bucher Kliniken und der dortigen wissenschaftlichen Akademieinstitute angehörten.

## Fotografische Darstellung Maria Schockel-Rostowskajas
- Barbara Morgenstern: Maria Schockel-Rostowskaja (1965; aus einer Serie von Fotografien)[2]

## Werke (Auswahl)
- Carl von Ossietzky (Porträtbüste, 1955, Bronze; vormals Berlin, vor dem Carl-von-Ossietzky-Gymnasium, Görschstraße 42–44)[3]
- Agronomin (1961, Gips; geschaffen für die Kunstausstellung der 3. Arbeiterfestspiele in Magdeburg)[4]
- Stute mit Fohlen (1961, Bronze; Berlin, Neltestraße 9)[5]
- Aktivist Arthur Lange (Porträtbüste, vor 1962, Bronze)[6]
- Walter Friedrich (Bruststück, 1964, Bronze; heutiger Standort: Berlin, Campus Berlin-Buch, Robert-Rössle-Straße 10)[7]

## Beteiligung an Ausstellungen
- 1961: Berlin, Märkisches Museum (Werke für die Kunstausstellung der 3. Arbeiterfestspiele)

## Artikel zu Maria Schockel-Rostowskaja in der Tagespresse der DDR
- Charlotte Hermerschmidt: Sehen, malen, modellieren. Eine sowjetische Künstlerin lebt in Berlin. In: Berliner Zeitung, 8. Mai 1964
- Lebensvolle Plastiken. Besuch bei Maria Schockel-Rostowskaja. In: Neue Zeit, Berlin, 9. Februar 1965
- Die LPG vor dem Atelierfenster. Über Arbeit und Leben der sowjetischen Bildhauerin Maria Schockel-Rostowskaja. In: Neue Zeit, Berlin, 7. Mai 1966